# Instytut Filmowy w Krakowie
Instytut Filmowy w Krakowie – szkoła filmowa powstała przy krakowskiej bazie Wytwórni Filmowej Wojska Polskiego, mająca źródło w przeprowadzonym w 1945 roku  Warsztacie Filmowym Młodych. Powołany został do życia jako krakowski Oddział Instytutu Filmowego w Łodzi. Siedziba znajdowała się przy ul. Józefitów 16 (obecnie Muzeum Historii Fotografii). W Instytucie w latach 1945–1946 prowadzono roczny Kurs Przeszkolenia Filmowego (nazywany też Kursem Przysposobienia Filmowego). Z 200 kandydatów przyjęto 50 adeptów, m.in. Jerzego Kawalerowicza, Wojciecha Hasa, Jerzego Passendorfera, Mieczysława Jahodę, Zbigniewa Kuźmińskiego, Kazimierza Konrada.